# Comuna Islaz, Teleorman
Islaz este o comună în județul Teleorman, Oltenia, România, formată din satele Islaz (reședința) și Moldoveni.

## Geografie
Comuna Islaz este așezată pe Dunăre, la gura de vărsare a Oltului, pe malul drept al acestuia, la cca. 10 km vest față de Turnu Măgurele. Pe Dunăre se găsește rezervația naturală Ostrovul Mare.
Apele de suprafață din apropierea Islazului sunt Dunărea, Oltul și Sâiul (fostă albie a Oltului, alimentată din pânza freatică).
Solul este parțial din cernoziom, parțial aluvial (în lunca Oltului și la Dunăre). Vegetația cuprinde culturi, pajiști secundare și, la Dunăre și Olt, zăvoaie și vegetație de luncă.

### Temperaturi
- Media anuală: 11,5 °C
- Media lunii iulie: 23,4 °C
- Media lunii ianuarie: – 2,3 °C
- Maxima absolută: 41,4 °C (17 august 1952)
- Minima absolută: – 30 °C (24 ianuarie 1942)

## Demografie
Componența etnică a comunei Islaz
     Români (87,97%)
     Alte etnii (12,03%)
Componența confesională a comunei Islaz
     Ortodocși (87,76%)
     Alte religii (0,35%)
     Necunoscută (11,89%)
Conform recensământului efectuat în 2021, populația comunei Islaz se ridică la 4.256 de locuitori, în scădere față de recensământul anterior din 2011, când fuseseră înregistrați 5.339 de locuitori. Majoritatea locuitorilor sunt români (87,97%). Din punct de vedere confesional, majoritatea locuitorilor sunt ortodocși (87,76%), iar pentru 11,89% nu se cunoaște apartenența confesională.

## Politică și administrație
Comuna Islaz este administrată de un primar și un consiliu local compus din 13 consilieri. Primarul, Ion Gheorghe Cătălin Geară[*], de la Partidul Social Democrat, este în funcție din 2008. Începând cu alegerile locale din 2024, consiliul local are următoarea componență pe partide politice:
|  | Partid                    | Consilieri | Componența Consiliului | Componența Consiliului | Componența Consiliului | Componența Consiliului | Componența Consiliului | Componența Consiliului | Componența Consiliului |
|  | ------------------------- | ---------- | ---------------------- | ---------------------- | ---------------------- | ---------------------- | ---------------------- | ---------------------- | ---------------------- |
|  | Partidul Social Democrat  | 7          |                        |                        |                        |                        |                        |                        |                        |
|  | Partidul Național Liberal | 5          |                        |                        |                        |                        |                        |                        |                        |
|  | Uniunea Salvați România   | 1          |                        |                        |                        |                        |                        |                        |                        |

## Transport
Comuna este accesibilă pe DN54 Turnu Măgurele - Corabia. Transportul în comun este asigurat de diferite linii de autobuze și microbuze, mai ales pe ruta Corabia-București. Pe traseul Islaz—Turnu Măgurele circulă taxiuri colective cu traseu fix, cu orele de plecare în funcție de clienți.

## Istorie
Prima atestare documentară a localității a fost în data de 9 iulie 1569.
În Dacia romană, pe locul Islazului de azi exista o așezare rurală și un tezaur de denari republicani romani. Așezarea era punctul cel mai sudic al liniei de apărare de pe malul Oltului -- limes Alutanus— pe care erau amplasate castre și alte elemente defensive. La Islaz s-a descoperit un castru de piatră și unul de pământ, amplasate în punctul "Racovița" și pe Insula Verdea, un ostrov al Dunării, acum distrus de fluviu. Acest castru roman este cunoscut și sub numele de "Cetatea Verdea" și avea dimensiunile de 340 x 120 m.
Islazul era amplasat pe drumul strategic Islaz - Romula (probabil Reșca de azi, Județul Olt).
La 9/21 iunie 1848, la Islaz a avut loc Adunarea populară care a aprobat Proclamația de la Islaz, adică programul Revoluției de la 1848, elaborat de Ion Heliade Rădulescu. Evenimentul marchează începutul revoluției burgheze în Țara Românească.
La sfârșitul secolului al XIX-lea, comuna este consemnată în plasa Oltul de Jos-Balta a județului Romanați, fiind alcătuit doar din satul Islaz, cu o populație de 4588 de locuitori. În comună funcționa o școală mixtă și două biserici.Anuarul Socec din 1925 consemnează comuna în plasa Dunărea a aceluiași județ, având în componență satul Islaz, cu o populație de 4100 de locuitori.
În anul 1950, comuna a fost transferată la județul Teleorman căpătând actuala structură.

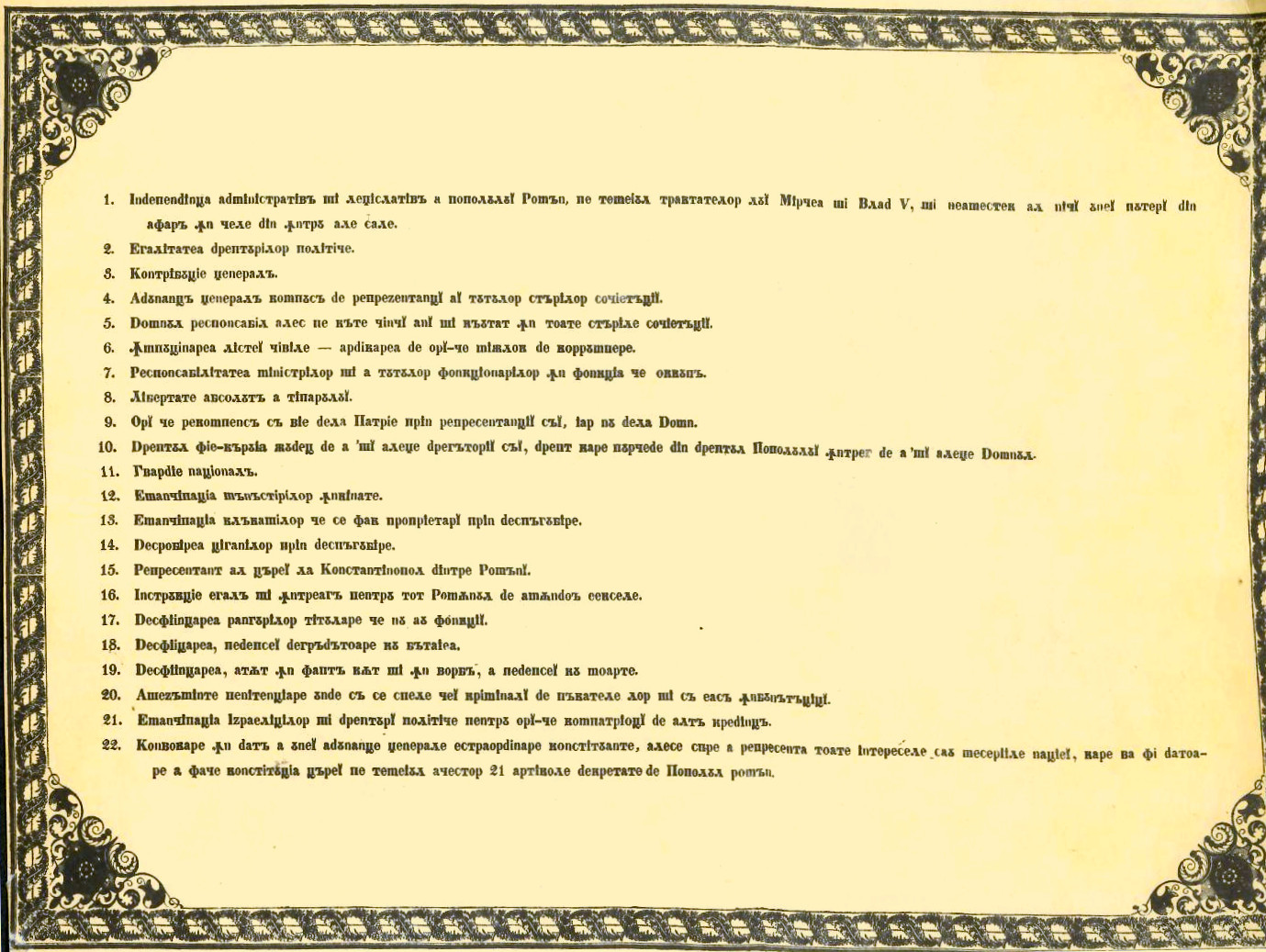
Textul Proclamației de la Islaz

## Monumente istorice
Cinci monumente istorice se găsesc în comuna Islaz, patru în satul Islaz și unul în satul Moldoveni, printre care: Biserica "Sfinții Trei Ierahi" localizat pe strada Popa Șapcă nr. 362, datând din anii 1853-1857, casa Toma Ghigeanu, localizat pe strada Dunării, nr. 4 (spre Dunăre, la marginea satului), casa Dumitru Gorunescu, datând de la mijlocul secolului al XIX-lea, consemnat în lista monumentelor istorice din județul Teleorman, bisericile "Sfântul Nicolae" și "Sfântul Ioan Botezătorul din satul Moldoveni, localizat pe Șoseaua Islazului, nr. 87, în centrul satului, lângă biserica nouă. A fost zidită în anul 1837. Finalizarea picturii a avut loc în anul 1845 și monumentul comemorativ al Adunării de la Islaz (1848) din satul Islaz, localizat în centrul localității și care datează din anul 1969.